# TMEM115
TMEM115 (англ. Transmembrane protein 115) – білок, який кодується однойменним геном, розташованим у людей на 3-й хромосомі. Довжина поліпептидного ланцюга білка становить 351 амінокислот, а молекулярна маса — 38 197.
| 10         |  | 20         |  | 30         |  | 40         |  | 50         |
| ---------- |  | ---------- |  | ---------- |  | ---------- |  | ---------- |
| MQRALPGARQ |  | HLGAILASAS |  | VVVKALCAAV |  | LFLYLLSFAV |  | DTGCLAVTPG |
| YLFPPNFWIW |  | TLATHGLMEQ |  | HVWDVAISLT |  | TVVVAGRLLE |  | PLWGALELLI |
| FFSVVNVSVG |  | LLGAFAYLLT |  | YMASFNLVYL |  | FTVRIHGALG |  | FLGGVLVALK |
| QTMGDCVVLR |  | VPQVRVSVMP |  | MLLLALLLLL |  | RLATLLQSPA |  | LASYGFGLLS |
| SWVYLRFYQR |  | HSRGRGDMAD |  | HFAFATFFPE |  | ILQPVVGLLA |  | NLVHSLLVKV |
| KICQKTVKRY |  | DVGAPSSITI |  | SLPGTDPQDA |  | ERRRQLALKA |  | LNERLKRVED |
| QSIWPSMDDD |  | EEESGAKVDS |  | PLPSDKAPTP |  | PGKGAAPESS |  | LITFEAAPPT |
| L          |  |            |  |            |  |            |  |            |

A: Аланін

C: Цистеїн

D: Аспарагінова кислота

E: Глутамінова кислота

F: Фенілаланін

G: Гліцин

H: Гістидин

I: Ізолейцин

K: Лізин

L: Лейцин

M: Метіонін

N: Аспарагін

P: Пролін

Q: Глутамін

R: Аргінін

S: Серин

T: Треонін

V: Валін

W: Триптофан

Кодований геном білок за функцією належить до фосфопротеїнів. 
Задіяний у таких біологічних процесах, як транспорт, транспорт білків. 
Локалізований у мембрані, апараті гольджі.